# Narciso A. Machado
Narciso A. Machado war ein uruguayischer Politiker.
Machado, der der Partido Nacional angehört, hatte als Repräsentant des Departamento Durazno in der 29. Legislaturperiode vom 13. Juni 1927 bis zum 14. Februar 1929 ein Mandat als stellvertretender Abgeordneter in der Cámara de Representantes inne. Er war auch Direktor und Redakteur der von 1911 bis 1912 erschienenen, unabhängigen Zeitung El Departamento de Sarandí.